# Infrastructure as a service
Infrastructure as a Service (IaaS) o Informàtica al núvol, és, juntament amb «Software as a Sevice» (SaaS) i «Platform as a Service» (PaaS), un dels tres models de servei fonamentals del que s'anomena Cloud computing.
Com tot els serveis de cloud, permet un accés als recursos en un entorn virtual, “el núvol”, a través d'una connexió pública, normalment internet.
En el cas de IaaS els recursos proveïts són específicament el hardware virtualitzat, això inclou emmagatzematge, connexió a la xarxa, amplada de banda, adreces IP i balancejadors de càrrega.
Físicament, el total dels recursos hardware es troben en nombrosos servidors, normalment distribuïts en diversos CPD dels quals, el proveïdor del servei n'és totalment responsable del manteniment i el bon funcionament.
De la mateixa manera que amb les altres dues tipologies de clou, IaaS pot ser utilitzat per les empreses per tal de crear solucions TI fàcilment escalables i rendibles, on la complexitat i les despeses de gestió del maquinari sobra la qual es creen les solucions, es delega al proveïdor.
Si la magnitud de les operacions d'un client fluctuen, o simplement es busca l'expansió, es pot aprofitar el recurs de cloud com i quan ho hagin de menester en comptes de comprar, instal·lar i integrar maquinari ells mateixos.
Una IaaS típica, pot oferir de cara al client les següents característiques:
- Escalabilitat: recursos disponibles quan i com el client ho necessiti, per tant, les ampliacions són pràcticament immediates i es minimitza el malbaratament.
- Inversió en hardware nul·la: La configuració i manteniment del hardware que suporta el IaaS va a càrrec del proveïdor, per tant és transparent al client
- Cost per recurs usat: El client sols paga per als recursos que utilitza
- Ubicació independent: Es pot accedir al servei independentment de la localització tant del CPD com del client
- Independència de fallades: En el cas que un equip dins del CPD falli, serà substituït pel proveïdor del servei per un altre, sense necessitat d'interrompre el servei que estigui prestant ni cap mena de cost cap al client.